# Nolina longifolia
Nolina longifolia là một loài thực vật có hoa trong họ Măng tây. Loài này được (Karw. ex Schult. & Schult.f.) Hemsl. mô tả khoa học đầu tiên năm 1884.

## Hình ảnh

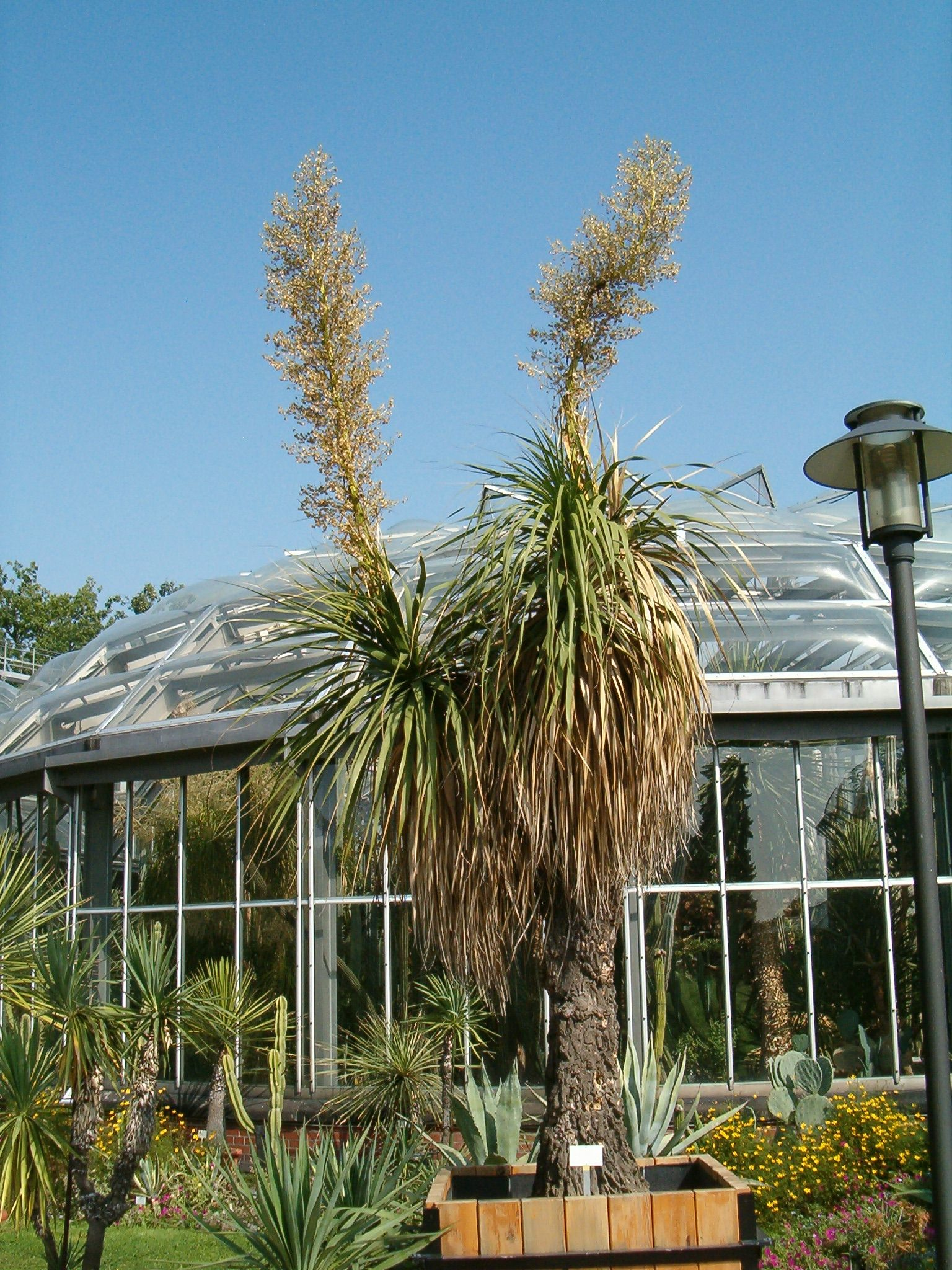
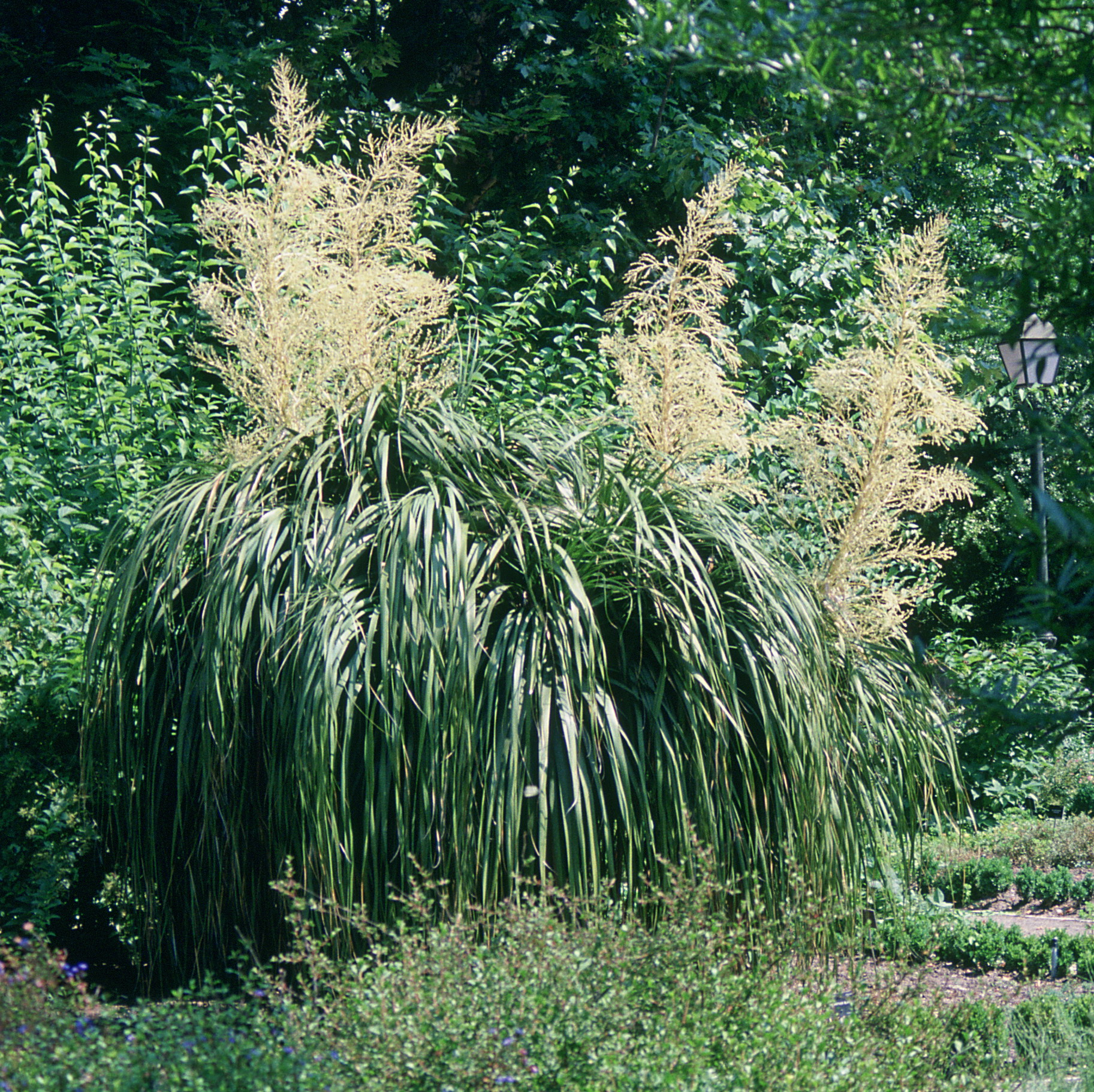
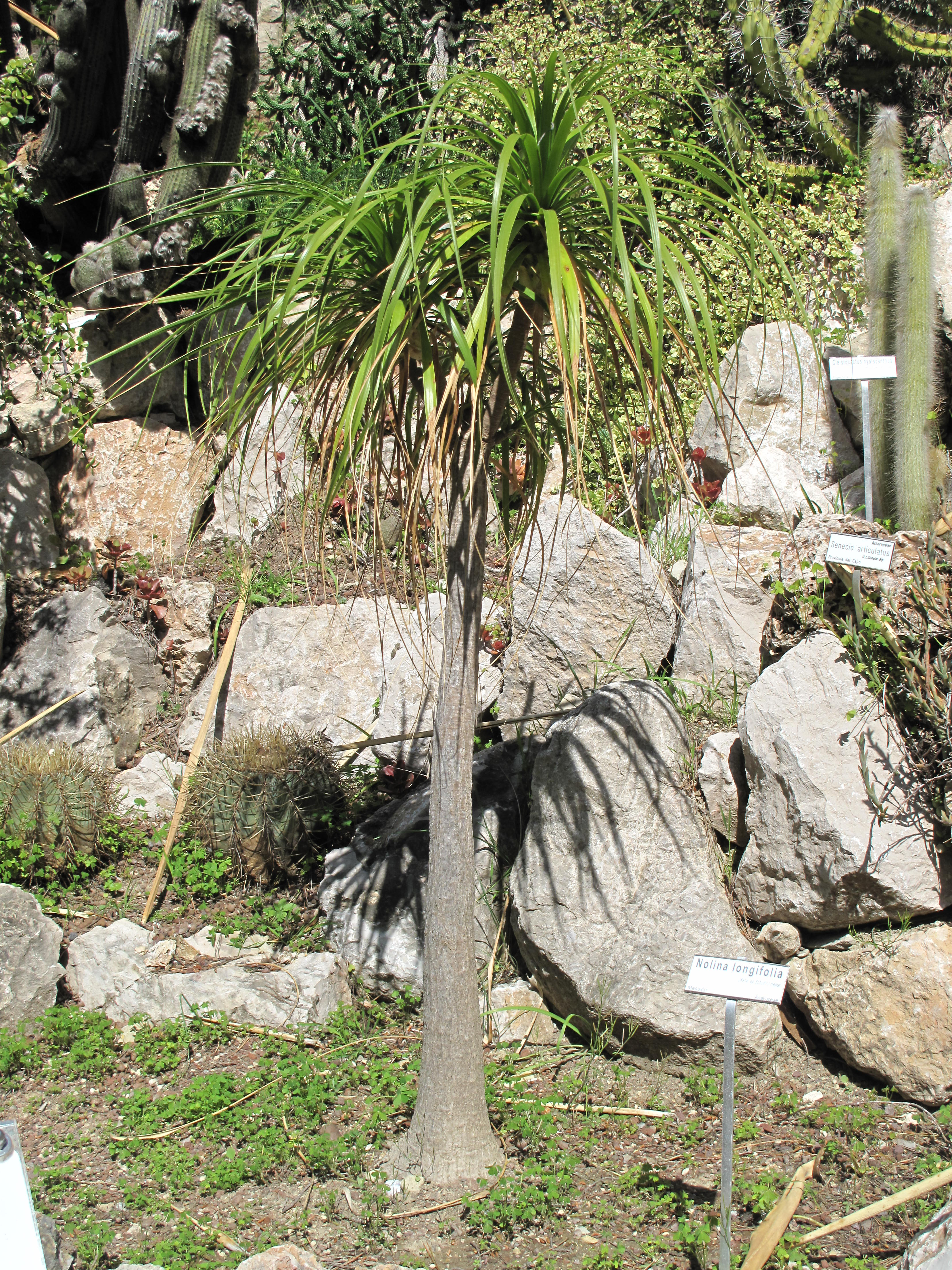
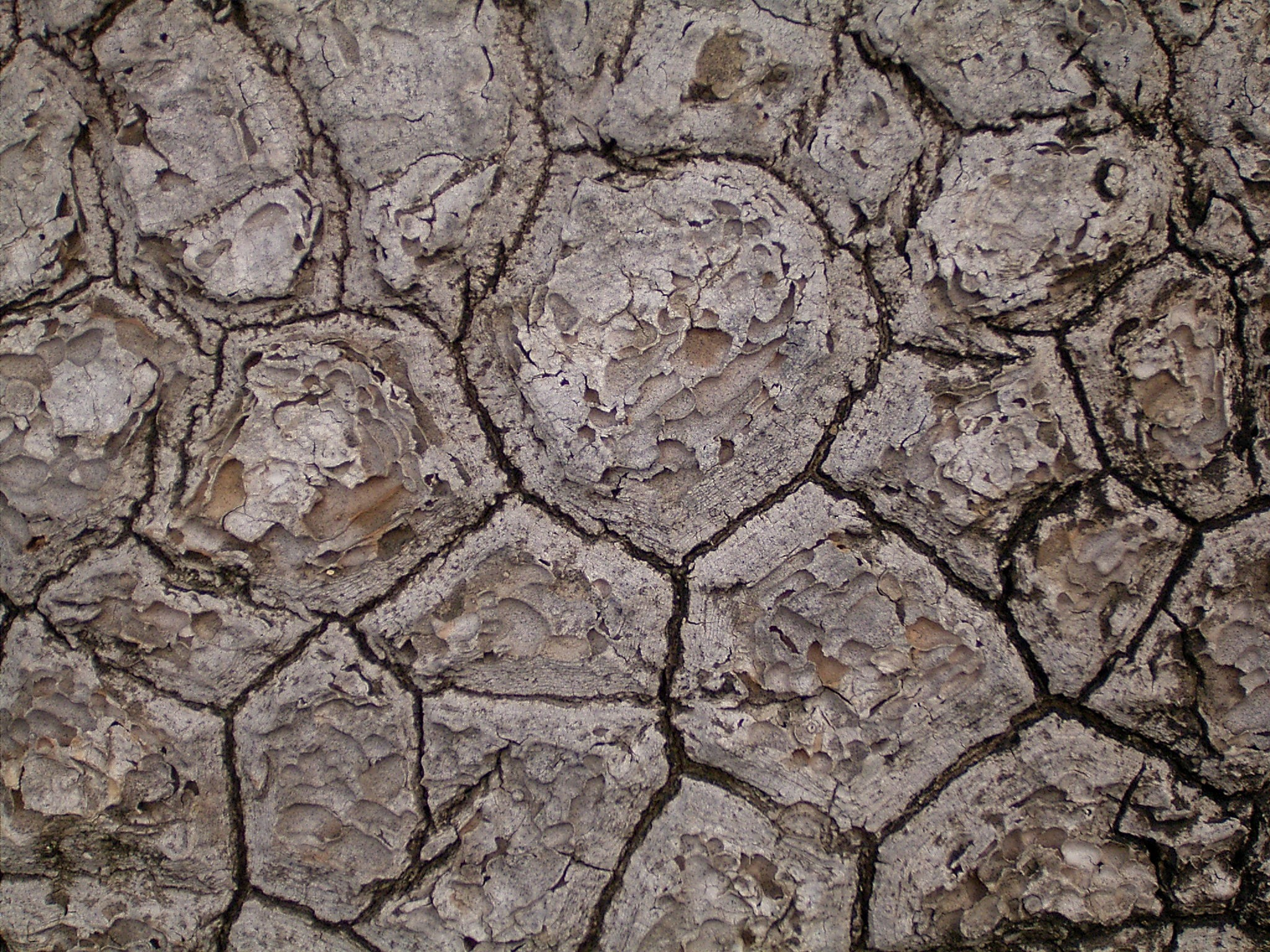